# Rogas capensis
Rogas capensis är en stekelart som först beskrevs av Cameron 1905.  Rogas capensis ingår i släktet Rogas och familjen bracksteklar. Inga underarter finns listade i Catalogue of Life.